# Argininémie

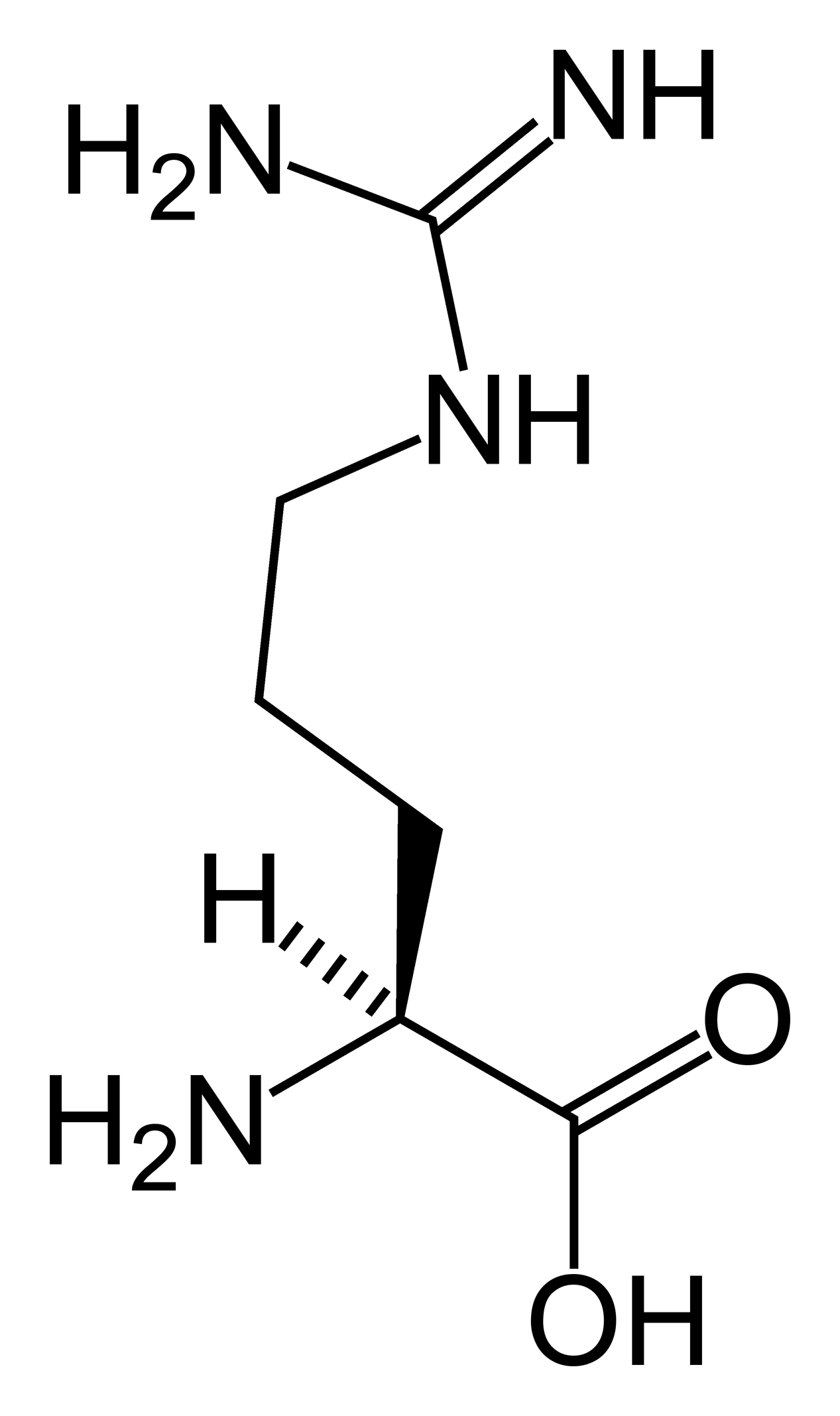
Arginine

L'argininémie est une maladie métabolique congénitale en rapport avec une anomalie du cycle de l'urée

Les nouveau-nés affectés par cette maladie présentent des épisodes hyperammoniémies pouvant menacer la vie.

Plus souvent la première année est normale puis apparaissent un ralentissement de la croissance, des troubles spastiques avec retard cognitive et retard de développement

En l'absence de traitement, les troubles spastiques sont majeurs, perte de la marche, incontinence vésicale et rectale, et retard mental sévère. Les crises d'épilepsies sont fréquentes

## Autres noms
- Déficit en arginase
- Hyperargininémie

## Étiologie
- Mutation du gène ARG1 (en) 608313 localisé sur le locus q23 du chromosome 6

## Mode de transmission
- Transmission autosomique récessive

## Sources
- (fr) Site en français de renseignement sur les maladies rares et les médicaments orphelins
- (en) Online Mendelian Inheritance in Man, OMIM (TM). Johns Hopkins University, Baltimore, MD. MIM Number: 207 800www.ncbi.nlm.nih.gov
- (en) GeneTests: Medical Genetics Information Resource (database online). Copyright, University of Washington, Seattle. 1993-2005 (genetests.org)